# Законы привлекательности
«Законы привлекательности» (англ. Laws of Attraction) — американский фильм 2004 года, романтическая история двух нью-йоркских специалистов по бракоразводным делам, адвокатов Даниэла Рафферти (Пирс Броснан) и Одри Вудс (Джулианна Мур), снятая режиссёром Питером Хауиттом.

## Сюжет
Одри Вудс (Джулианна Мур) — перфекционистка и в своей практике всегда строго следует букве закона. Даниэл Рафферти (Пирс Броснан) использует импровизацию, обаяние, интуицию и убедительное красноречие. Их объединяет только одно — они оба лучшие в стране адвокаты по разводам. К ним обращаются политики, звёзды спорта, моды и другие известные личности. До встречи друг с другом они оба не проиграли ни одного дела. Адвокаты вступают между собой в негласное состязание.
После множества побед, проигрышей и одной проведённой вместе ночи, Одри и Даниел решают сразиться на самом громком бракоразводном процессе года. Разводится звёздная пара: модный модельер Сирена (Паркер Поузи) и рок-звезда Торн Джемисон (Майкл Шин). Из совместно нажитого имущества оба разводящихся клиента согласны отдать друг другу всё, кроме роскошного старинного замка, расположенного в Ирландии. После многократных попыток мирно договориться, судья отправляет адвокатов в Ирландию, чтобы поговорить с прислугой, найти свидетелей и доказательства для каждой из сторон. Коллеги отправляются в Ирландию. Пара селится в замке и отправляется на национальный ирландский праздник, так как все жители города, включая прислугу, ушли туда. После танцев, конкурсов и алкоголя пара просыпается в одной постели с кольцами на пальцах. Они вспоминают, что поженились вчера на празднике. Вудс решает аннулировать брак по прилёте домой, но репортёрам уже известно о свадьбе, и заметка об этом появляется в газете.
Теперь, чтобы сохранить репутацию, адвокатам придётся жить вместе и вести семейную жизнь. Со временем они привыкают к роли супругов, их ссоры сходят на нет, а жизнь становится тихой и размеренной. Всё меняется, когда Даниэл случайно узнаёт информацию о клиенте жены и использует это в заседании. Одри считает, что муж рылся в её бумагах, и требует развода. Спустя некоторое время судья сообщает адвокатам, что им снова нужно ехать в Ирландию, чтобы вернуть своих подопечных из замка, в который они оба поехали, несмотря на запрет суда. Там пара узнаёт, что Сирена и Торн решили помириться и не хотят делить имущество. Также Даниэл и Одри встречают священника, поженившего их на празднике, и узнают, что это была только постановка.
Одри летит за Даниэлом в Нью-Йорк и просит его побороться за их отношения. Фильм заканчивается уже настоящей свадьбой героев.

## В ролях
| Актёр              | Роль                   |
| ------------------ | ---------------------- |
| Пирс Броснан       | Дэниэл Рэфферти        |
| Джулианна Мур      | Одри Вудс              |
| Майкл Шин          | Торн Джеймисон         |
| Паркер Поузи       | Серена Джеймисон       |
| Фрэнсис Фишер      | Сара Миллер            |
| Нора Данн          | Судья Абрамовиц        |
| Джонни Майерс      | Эштон Фелпс            |
| Майк Дойл          | Майкл Роусон           |
| Бретт Тейлор       | Мери Харрисон          |
| Сара Гилберт       | ассистент Гари Гаджета |
| Дэвид Келли        | священник Майкл        |
| Хэзер Энн Нёрнберг | Лесли                  |